# Kerivoula muscina
Kerivoula muscina är en fladdermusart som beskrevs av Tate 1941. Kerivoula muscina ingår i släktet Kerivoula och familjen läderlappar. IUCN kategoriserar arten globalt som livskraftig. Inga underarter finns listade i Catalogue of Life.
Artepitetet i det vetenskapliga namnet är det latinska ordet musca (fluga). Det syftar på fyndplatsen Fly River.
Arten förekommer på östra Nya Guinea. Den lever i låglandet och i låga bergstrakter upp till 1600 meter över havet. Habitatet utgörs av tropiska fuktiga skogar. Individerna vilar ensam eller i mindre flockar i trädens håligheter. De äter främst insekter.